# Евфимия Бытомская
Евфимия Бытомская (пол. Eufemia bytomska; 1350/1352 — 26 августа 1411) — польская принцесса из Опольско-Ратиборской линии династии Силезских Пястов, в первом браке жена князя Немодлинского Вацлава (1345 — июнь 1369), во втором браке жена князя Зембицкого Болеслава III (1344/1348 — 13 июня 1410).

## Биография
Евфимия была второй дочерью князя Бытомского Болеслава и его жены Маргариты из Штернберка, дочери Моравского магната Ярослава из Штернберка. Наряду с официальным именем она также использовала его уменьшительную форму «Офка». После смерти отца Евфимия вместе с сестрами оказалась на попечении князя Цешинского Пшемыслава I Носака.
В 1364 году Евфимия вышла замуж за Немодлинского князя Вацлава. Этот брак продолжался пять лет и оказался бездетным. После смерти Вацлава в июне 1369 года Евфимия снова вышла замуж за Болеслава III, князя Зембицкого. От этого брака у нее было восемь детей:
- Николай (ок. 1371 — 9 ноября 1405)
- Ян (ок. 1380 — 27 декабря 1428), князь Зембицкий (1410—1428)
- Евфимия (ок. 1385 — 17 ноября 1447), княгиня Зембицкая (1435—1443), муж с 1397 года граф Фридрих III Эттингенский (ум. 1423)
- Катарина (ок. 1390 — 23 апреля 1422), муж с 1410 года князь Пржемысл I Опавский (1365—1433)
- Генрих II (ок. 1396 — 11 марта 1420), князь Зембицкий (1410—1420), соправитель старшего брата
- Агнесса (ок. 1400 — до 25 апреля 1443)
- Ядвига (ум. ребенком)
- Эльжбета (ум. ребенком).

Место захоронения Евфимии неизвестно, однако с определенной долей вероятности можно предположить, что она была похоронена в цистерцианском монастыре Хенрыкува, где годом ранее был похоронен ее второй муж.